# 布雷特哈特 (加利福尼亞州)
布雷特哈特（英語：Bret Harte）是位於美國加利福尼亞州斯坦尼斯洛斯縣的一個人口普查指定地區。

## 地理
布雷特哈特的座標為37°36′11″N 121°00′21″W / 37.60306°N 121.00583°W，而該地最高點為海拔高度7米（即22英尺）。

## 人口
根據2010年美國人口普查的數據，布雷特哈特的面積為1.43平方千米，均為陸地。當地共有人口51481人，而人口密度為每平方千米36,000人。